# Таманрассет (аэропорт)
Аэропорт Таманрассет (араб. مطار أقنار - حاج باي أخاموك‎, фр. Aéroport de Tamanrasset / Aguenar - Hadj Bey Akhamok) (ИАТА: TMR, ИКАО: DAAT), известный также как Агуенар - аэропорт Хадж Бей Ахамок, — международный аэропорт, расположенный в 6,7 км к северо-западу от Таманрассет, Алжир, и был расположен на высоте 1377 метров над уровнем моря.

## Авиакатастрофы и инциденты
- 6 марта 2003 года самолёт Boeing 737-200 авиакомпании Air Algérie разбился вследствие отказа двигателей вскоре после взлёта из Таманрассета в Алжир. 97 пассажиров и 6 членов экипажа погибли, 1 пассажир выжил.